# تیراندازی ایست بازرسی در خمین

از راست بالا: فرزانه حیدری، محمدحسین و رها شیخی

تیراندازی ایست بازرسی در خمین در شامگاه پنجشنبه ۲۶ تیر ۱۴۰۴ توسط بسیجی‌های مستقر در یک ایست بازرسی در شهر خمین روی داد. در این تیراندازی ۴ نفر کشته شدند. رسانه‌های ایران گزارش کردند که در این حادثه «نیروهای حفاظتی» پس از مشکوک شدن به دو خودرو به روی آنها آتش گشودند. فرماندار خمین گفت سه نفر در محل کشته شدند و روز جمعه نفر چهارم در بیمارستان جان باخت.

## زمینه
پس از جنگ ایران و اسرائیل، فضای امنیتی در داخل ایران به شدت تشدید شد. در پی این جنگ، نیروهای امنیتی مانند بسیج اقدام به برقراری ایست‌های بازرسی متعدد در شهرها و جاده‌های سراسر کشور کردند. افزایش کنترل و فشار امنیتی بر شهروندان، منجر به چندین حادثه تلخ و کشته شدن افراد بی‌گناه در این ایست‌های بازرسی شده است. برای مثال، پیش از حادثه مربوط به خانواده شیخی، شهروندانی چون مهدی آبایی و علیرضا کرباسی نیز در شرایط مشابهی جان خود را از دست دادند.
بنا بر آمار سازمان حقوق بشری هه‌نگاو، از آتش‌بس جنگ اسرائیل و جمهوری اسلامی، دست‌کم هشت شهروند ایرانی از جمله دو کودک با تیراندازی مستقیم نیروهای سپاه و بسیج کشته شدند.

## تیراندازی
در ۲۶ تیر ۱۴۰۴ حوالی ساعت ۱۱ شب نیروهای بسیج مستقر در یکی از ایست‌های بازرسی شهرستان خمین، به سوی دو خودرویی تیراندازی کردند. در این تیراندازی چهار نفر از اعضای خانواده کشته شدند؛ محمدحسین شیخی، محبوبه شیخی، فرزانه حیدری و دختر سه‌ساله‌ای به نام رها شیخی.

## مراسم خاکسپاری
مراسم تدفین در روز بعد در گلزار شهدای خمین برگزار شد. اهالی محل با حضور گسترده خود در این مراسم، خشم و غم عمیق خود را در برابر این جنایت وحشیانه به نمایش گذاشتند. شرکت‌کنندگان زیادی با سر دادن شعار خواستار شفافیت و پاسخگویی از سوی مقامات مسئول شدند. منابع محلی گزارش می‌دهند که جو امنیتی سنگینی بر فضای اطراف مراسم سایه افکنده بود و حضور قابل توجه نیروهای امنیتی مشاهده می‌شد.

## واکنش‌ها
دادستان عمومی و انقلاب خمین اعلام کرد عوامل این حادثه بازداشت شدند و پرونده قضائی تشکیل شده است. گفته شده قربانیان تیراندازی شامل کودکان و زنان عضو یک خانواده بودند. هه‌نگاو نام قربانیان را رها شیخی (۳ ساله) محمدحسین شیخی، (۹ ساله) صدیقه شیخی و اعظم حیدری اعلام کرد. رسانه‌ها و مقام‌های رسمی کشته‌شدگان را «شهید» خواندند.
کاربران رسانه‌های اجتماعی با انتشار تصاویر رها شیخی، شلیک به خودرویی که وی در آن بوده را با کشته شدن کیان پیرفلک در جریان اعتراضات سال ۱۴۰۱ مقایسه کردند.
شاهزاده رضا پهلوی در ایکس نوشت: «دستِ ناپاکِ مزدورانِ سپاه و بسیج خامنه‌ای، دیروز کیان پیرفلک و امروز رها شیخی را از ایران گرفتند. جنایت خمین و کشتار خانواده شیخی، بیانگر ماهیت رژیم درمانده و تبهکاری است که توان حفاظت از سرکردگان جنایتکار خود را ندارد؛ اما انتقام سختش را از ملت و کودکان بی‌پناه ایران می‌گیرد».
نرگس محمدی، برنده جایزه صلح نوبل در پیامی نوشت که این خانواده با «سلاح‌های جنگی» کشته شدند و «صدای کودک در آغوش پدر و مادر با صدای رگبار خاموش شد و سینه‌اش به دست مأموران گشت امنیت حکومت دریده شد».
شیرین عبادی، برنده جایزه صلح نوبل تیراندازی به غیرنظامیان را «همان الگوی همیشگی» جمهوری اسلامی خواند: «این تنها یک حادثه نیست. یک الگوست. همان الگویی که سال‌هاست در خیابان‌های ایران جاری بوده، از کیان پیرفلک در ایذه تاز زنان بلوچ روستای گونیچ خاش تا جوانان کشته شده در همدان. بهانه همیشه یکی است: مشکوک شدیم، و بعد شلیک و تیرباران شروع می‌شود… حاکمیتی که از دشمن خارجی شکست می‌خورد کینه‌اش را سر مردم خالی می‌کند. حاکمیتی که ابزارش شلیک است».